# Ал Дахра
Ел Дахра (арап. شركة الظاهرة ألزراعية, енгл. Al Dahra Agricultural Company) је предузеће са седиштем у Абу Дабију у Уједињеним Арапским Емиратима, које се бави производњом и прерадом хране за људе и животиње. Једно је од највећих произвођача из овог сектора у земљи, а основано је 1995. године. Послује у преко 30 земаља света. У септембру месецу 2018. године, Ел Дахра је постала власник београдског ПКБ-а.